# Josey Scott
Josey Scott, egentligen Joseph Scott Sappington, född 3 maj 1972 i Memphis, Tennessee, är en amerikansk sångare och före detta medlem i postgrunge-bandet Saliva. Han har även, tillsammans med Nickelback-sångaren Chad Kroeger, skrivit och spelat in duetten "Hero" för soundtracket till filmen Spider-Man (2002). Som skådespelare har han haft en rad mindre roller, bland annat i TV-serien Wanted och en cameo som butiksinnehavaren Elroy i Hustle & Flow.

## Diskografi
Abum med Blackbone
- 1995 – Homegrown

Album med Saliva
- 1997 – Saliva
- 2001 – Every Six Seconds
- 2002 – Back into Your System
- 2004 – Survival of the Sickest
- 2007 – Blood Stained Love Story
- 2008 – Cinco Diablo
- 2010 – Moving Forward in Reverse: Greatest Hits
- 2011 – Under Your Skin